# San Biagio della Valle
San Biagio della Valle è una frazione del comune di Marsciano.
Il paese si trova a nord del capoluogo (262 m s.l.m.), sul fondo di una piccola valle solcata dal torrente Caina, lungo la strada provinciale 314 che conduce a Spina. Dopo Spina e Cerqueto risulta la terza frazione più popolosa con 635 residenti.

## Storia

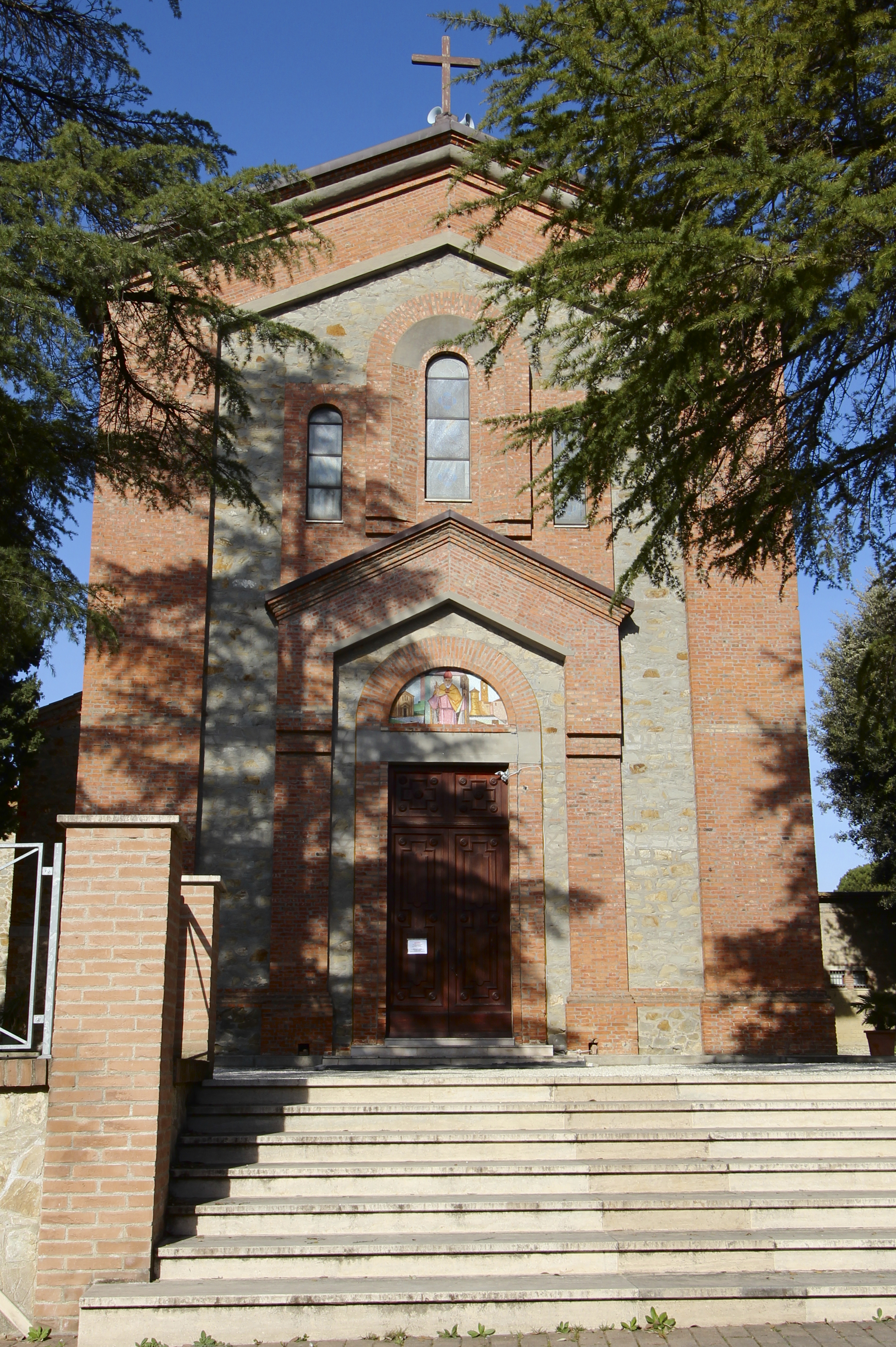
La chiesa di San Biagio

La presenza di un antico castello è oramai testimoniata solo da una torre circolare e dal campanile della vecchia chiesa in stile romanico, abbattuta nel 1952. Il castello era già noto nel 1371 quando,  a causa delle lotte di fazione tra nuovo ceto emergente mercantile e artigiana  (Raspanti) e Nobili  (Beccherini), vi trovarono rifugio i Raspanti. Nel 1416 fu conquistato da Braccio Fortebraccio  e nel 1428 passò sotto la giurisdizione di Porta Eburnea. L’antica chiesa romanica , fu amministrata dall’abbazia Benedettina di Farfa (Rieti), successivamente passò ai Benedettini di San Pietro di Perugia. A testimonianza della sua dipendenza dal monastero benedettino,  è il portale romanico della chiesa che può ancora essere ammirato incastonato nel chiostro del monastero .

## Chiesa di San Biagio
Sul posto dove sorgeva l’antica chiesa, nel 1952 fu costruita la nuova parrocchiale dedicata sempre al Santo martire armeno, vissuto tra III e IV sec.  È costruita in pietra e cemento con rivestimento di elementi decorativi in laterizio quali il portale e le finestre simili a feritoie. Sopra al portale è l’immagine del Santo titolare in ceramica con una veduta del borgo. A testimonianza dell’antica chiesa romanica, al suo interno sono collocate due pietre che riportano alcune iscrizioni e la data del restauro 1215 .  Provenienti dalla vecchia chiesa sono alcune opere di autori ignoti: due tele del XVII sec. raffiguranti “Sant’Antonio da Padova con la anime purganti”,  “San Domenico e Santa Caterina” e una Madonna lignea. Inoltre conserva un dipinto ti Antonio M. Garbi (1754) dedicato alla Madonna del Rosario, proveniente da un’altra chiesa campestre di San Biagio, detta Campodone. Nell’abside è inoltre un dipinto moderno del 1967, di Adelmo Maribelli, raffigurante Gesù Cristo, la Madonna e San Biagio.

## Dintorni
In direzione di Castiglione della Valle, in località Monticelli, si trova l'antica chiesa di San Paolo, con archi in cotto e dipinti attribuiti a Meo da Siena (XV secolo). Il territorio che separa San Biagio da Perugia è coperto da un relitto dell'antica foresta, con un querceto denominato "Bosco della Caccia". All'interno di esso si conserva ancora un bel complesso storico per la caccia ai palombacci, ed è anche possibile ammirare una gigantesca roverella (diametro di circa 5 m) ricoperta quasi interamente da liana d'edera.
Il 15 dicembre 2009 ha subito un terremoto con magnitudo 4.2 che ha lesionato alcune abitazioni del centro storico tanto da provocarne la chiusura con ordinanza del sindaco per la messa in sicurezza.

## Economia e manifestazioni
Nell'ultima settimana di maggio viene organizzata la Sagra della fragola, dove vengono serviti piatti tipici della regione Umbria. In occasione della Sagra si organizza anche una piccola lotteria.
Ci sono anche altre manifestazioni, quali il torneo di tennis, che viene svolto in estate sul campo di terra rossa adiacente ad uno dei due bar del paese e anche il torneo di calcetto. Da due anni si svolge anche il torneo di biliardino, con la categoria adulti e baby. In occasione delle finali di entrambe le manifestazioni vengono organizzate delle ricche e particolari cene preparate dallo chef del paese Ugo.
Sport
Del 2001 al 2018 la frazione (unitamente alla limitrofa Villanova) è stata rappresentata nei campionati di calcio dall'Associazione Sportiva Dilettantistica Villabiagio, vantante quali maggiori successi alcune partecipazioni alla Serie D.

## Società
Abitanti censiti